# 라비니아

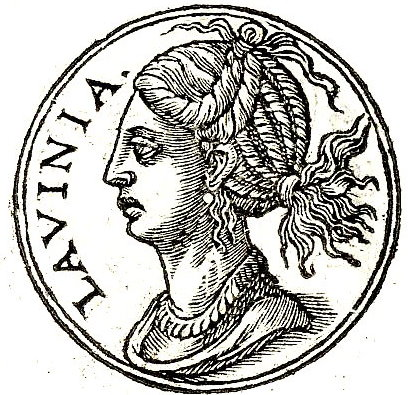

라비니아(Lavinia)는 로마의 전설상의 여성이다. 라티누스와 아마타의 딸이다. 투르누스의 약혼녀였으나, 라티움을 방문한 아이네이아스와 결혼했다. 아이네이아스는 신도를 건설하고 이를 라비니움이라고 불렀다.